# Chlorota surinama
Chlorota surinama är en skalbaggsart som beskrevs av Ohaus 1898. Chlorota surinama ingår i släktet Chlorota och familjen Rutelidae.

## Underarter
Arten delas in i följande underarter:
- C. s. egana
- C. s. lemoulti